# Ionosfeer

De locatie van de ionosfeer

De rode radiogolven die via de ionosfeer worden weerkaatst komen verder dan de blauwe directe radiogolven

De ionosfeer is een laag rond de aarde waar de deeltjes door ver-ultraviolette- en röntgenstraling van de zon worden geïoniseerd. De ondergrens van de ionosfeer ligt op een hoogte van ongeveer 80 km. De ionosfeer bevat voornamelijk ionen en elektronen. Het poollicht is licht dat uitgezonden wordt door deze ionen.
De ionosfeer vormt de onderste laag van de magnetosfeer en speelt in ons dagelijks leven een rol doordat de ionosfeer ervoor zorgt dat radiogolven voor een deel worden gerefracteerd. Hierdoor kunnen radiogolven veel verder komen dan anders mogelijk zou zijn door de ronding van de aarde. Doordat er 's nachts geen zon is zal er recombinatie optreden. Dat houdt in dat de mate van ionisatie afneemt. Dit heeft weer tot gevolg dat de refractie van radiogolven 's nachts afneemt, waardoor de maximaal bruikbare frequentie lager wordt.
De ionosfeer wordt over het algemeen opgedeeld in drie, soms vier lagen :
- De D-laag is de onderste laag en valt ongeveer samen met de mesosfeer. Deze laag absorbeert de radiostraling meer dan het reflecteert. Langegolf- en ten dele ook de middelgolfsignalen worden door deze laag weerkaatst. 's Nachts valt de D-laag geheel weg waardoor de ontvangst van langegolfuitzendingen moeilijker wordt. De hoger gelegen E-laag neemt de functie dan over. De gemiddelde hoogte van de D-laag bedraagt ongeveer 75 km.
- De E-laag (Kennelly-Heavisideband) is de middelste laag en valt samen met het onderste deel van de thermosfeer. Deze laag weerkaatst vooral de middengolf- en kortegolfsignalen. 's Nachts verandert de geladenheid van de E-laag waardoor ineens signalen van verder weg beter ontvangen kunnen worden, die van dichtbij echter slechter. Deze laag heeft een gemiddelde hoogte van ongeveer 125 km.
- De F-laag (Appleton-laag) is de bovenste en meest reflecterende laag en dus verantwoordelijk voor de mogelijkheid om voorbij de horizon toch radiosignalen te ontvangen. Voornamelijk kortegolfsignalen worden door deze laag gereflecteerd. Deze laag is dikker als de straling van de zon er overdag mee in aanraking komt. Daarnaast wordt bij daglicht de F-laag in twee delen gescheiden; de F1- en F2-laag. F1 heeft een gemiddelde hoogte van ongeveer 225 km en F2 een gemiddelde hoogte van 400 km.